# Фазольдсберг
Фазольдсберг (нем. Vasoldsberg) — община в Австрии, в федеральной земле Штирия. Входит в состав округа Грац.
Население составляет 4228 человек (на 2012 года). Занимает площадь 28,08 км². Официальный код — 60653.

## Политическая ситуация
Бургомистр общины — Йозеф Баумхакль (АНП) по результатам выборов 2005 года.
Совет представителей общины (нем. Gemeinderat) состоит из 21 места.
- АНП занимает 10 мест.
- СДПА занимает 8 мест.
- Зелёные занимают 2 места.
- АПС занимает 1 место.